# لطف أباد (ملكان)
لطف‌ أباد هي قرية في مقاطعة ملكان، إيران. عدد سكان هذه القرية هو 289 في سنة 2006.